# آيرلادند بالدوين
آيرلادند بالدوين (بالإنجليزية: Ireland Basinger-Baldwin)‏ هي عارضة ومنتجة أفلام وممثلة أمريكية، ولدت في 23 أكتوبر 1995 في لوس أنجلوس في الولايات المتحدة.

## وصلات خارجية
- آيرلادند بالدوين على موقع IMDb (الإنجليزية)
- آيرلادند بالدوين على موقع ميوزك برينز (الإنجليزية)
- آيرلادند بالدوين على موقع قاعدة بيانات الفيلم (الإنجليزية)